# Massimo Depaoli
Massimo Depaoli (Torino, 10 ottobre 1959) è un politico italiano, sindaco di Pavia dal 2014 al 2019.

## Biografia
Laureato in lettere all'Università degli Studi di Pavia nel 1983 con una tesi dal titolo “Il linguaggio del rock italiano 1977-1981”, con relatrice Maria Corti, ha pubblicato alcuni libri e saggi sul linguaggio della musica italiana contemporanea.
È insegnante di lettere al liceo scientifico statale "Niccolò Copernico" di Pavia. Ambientalista, è stato militante di Legambiente, di cui è stato presidente del circolo pavese durante gli anni Novanta.

### Carriera politica
Già esponente della Federazione dei Verdi, Depaoli comincia la sua carriera politica durante gli anni '90, quando viene eletto consigliere comunale ed assessore a Garlasco.
Iscritto al Partito Democratico, è stato il portavoce del Circolo Pavia ovest dal 2008 al 2009. In occasione delle elezioni comunali a Pavia del 2009, che vedono eletto sindaco il candidato del centro-destra Alessandro Cattaneo, diventa consigliere comunale nelle liste democratiche.
Il 25 gennaio 2014 annuncia la sua candidatura alle elezioni primarie della coalizione di centrosinistra per la scelta del candidato sindaco del centro-sinistra, da contrapporre all'uscente Alessandro Cattaneo. Il 23 febbraio, data della consultazione, Depaoli ottiene l'investitura sconfiggendo Luigi Furini.
Al primo turno delle amministrative, il 25 maggio, ottiene il 36,44%, accedendo al ballottaggio con il sindaco uscente Cattaneo, che si classifica al primo posto con il 46,68%. Il 9 giugno successivo vince il ballottaggio con il 53,13%.
Il 19 giugno presenta la giunta e si insedia ufficialmente a palazzo Mezzabarba.
L'11 marzo 2019 si dimette da sindaco di Pavia dopo la decisione da parte del centro-sinistra di non ricandidarlo alle imminenti elezioni amministrative per un secondo mandato, scegliendo al suo posto Ilaria Cristiani, già assessore della giunta Depaoli.  Dopo venti giorni annuncia di volersi ripresentare come candidato civico di centro-sinistra, con la lista Cittadini per Depaoli Sindaco. Il 2 aprile 2019 viene ufficialmente rimosso dall'incarico di sindaco, lasciando l'amministrazione del comune nelle mani del commissario prefettizio Flavio Ferdani. Il 26 maggio, in occasione della consultazione elettorale, si piazza terzo al primo turno con il 9%, venendo comunque eletto consigliere comunale per la propria lista, mentre le elezioni vengono vinte dal candidato del centro-destra Fabrizio Fracassi (Lega).

## Principali pubblicazioni
- Massimo Depaoli, Il linguaggio del rock italiano, Longo, Ravenna, 1988.
- Massimo Depaoli, Passaparola. La prassi comunicativa e le forme del testo rap nella musica giovanile, in: Lorenzo Còveri (a cura di), Parole in musica. Lingua e poesia nella canzone d'autore italiana, Interlinea, Novara, 1996, pp. 85–94.
- Massimo Depaoli, I provocautori: dagli Skiantos a Elio e le Storie Tese, in: Lorenzo Còveri (a cura di), Parole in musica. Lingua e poesia nella canzone d'autore italiana, Interlinea, Novara, 1996, pp. 167–173.
- Massimo Depaoli (a cura di), Rap, Garzanti scuola, Milano, 1998.